# Izmaïl
Izmaïl ou Ismail (en ukrainien : Ізмаїл ; en russe : Измаил ; en roumain : Smelu puis Ismail et en turc : İşmasıl ou Hacidar) est l'un des principaux ports fluviaux d'Ukraine, sur le Danube, à 192 km au sud-ouest d'Odessa.

## Géographie

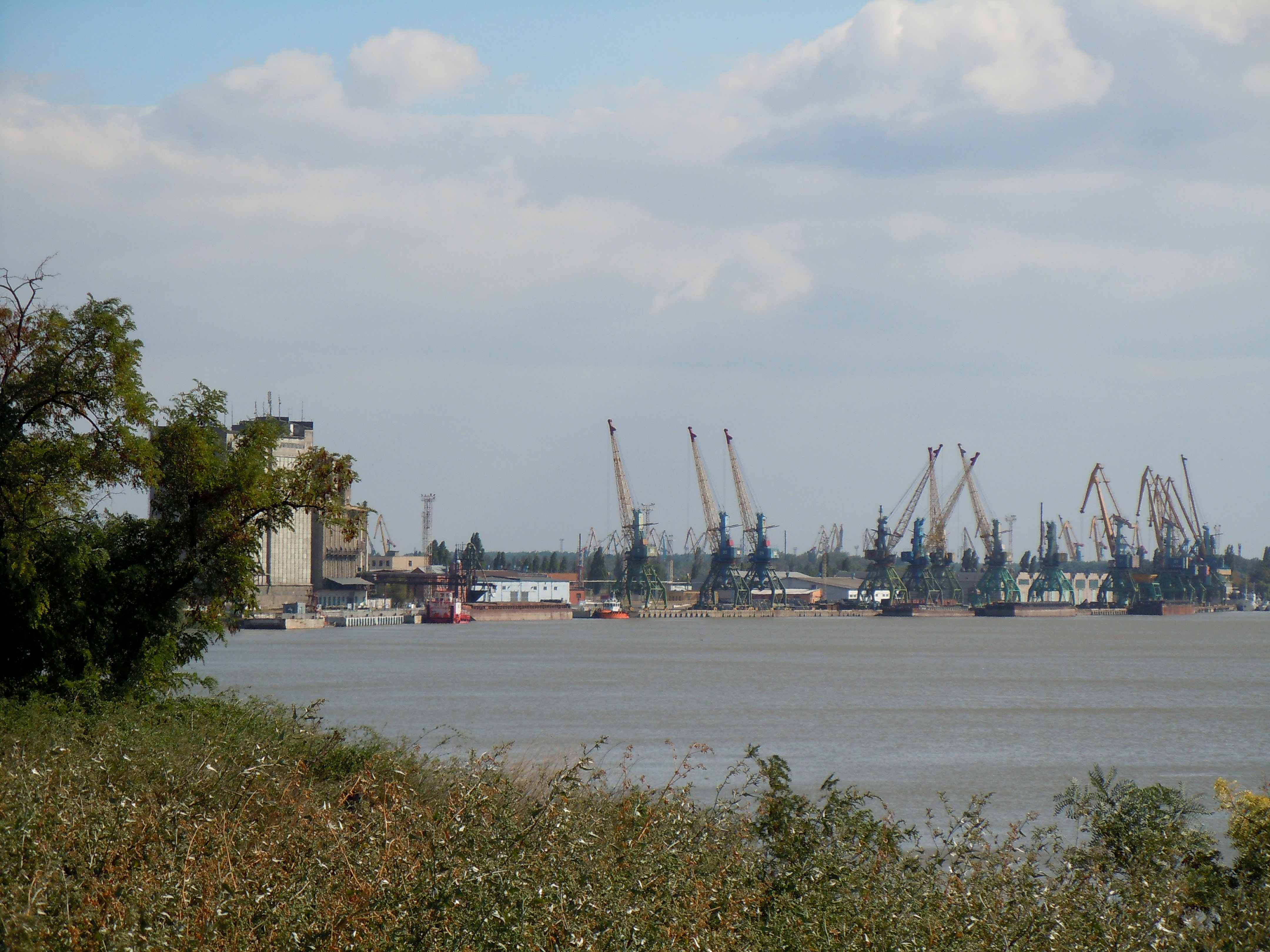
Le port d'Izmaïl, face à la rive roumaine.
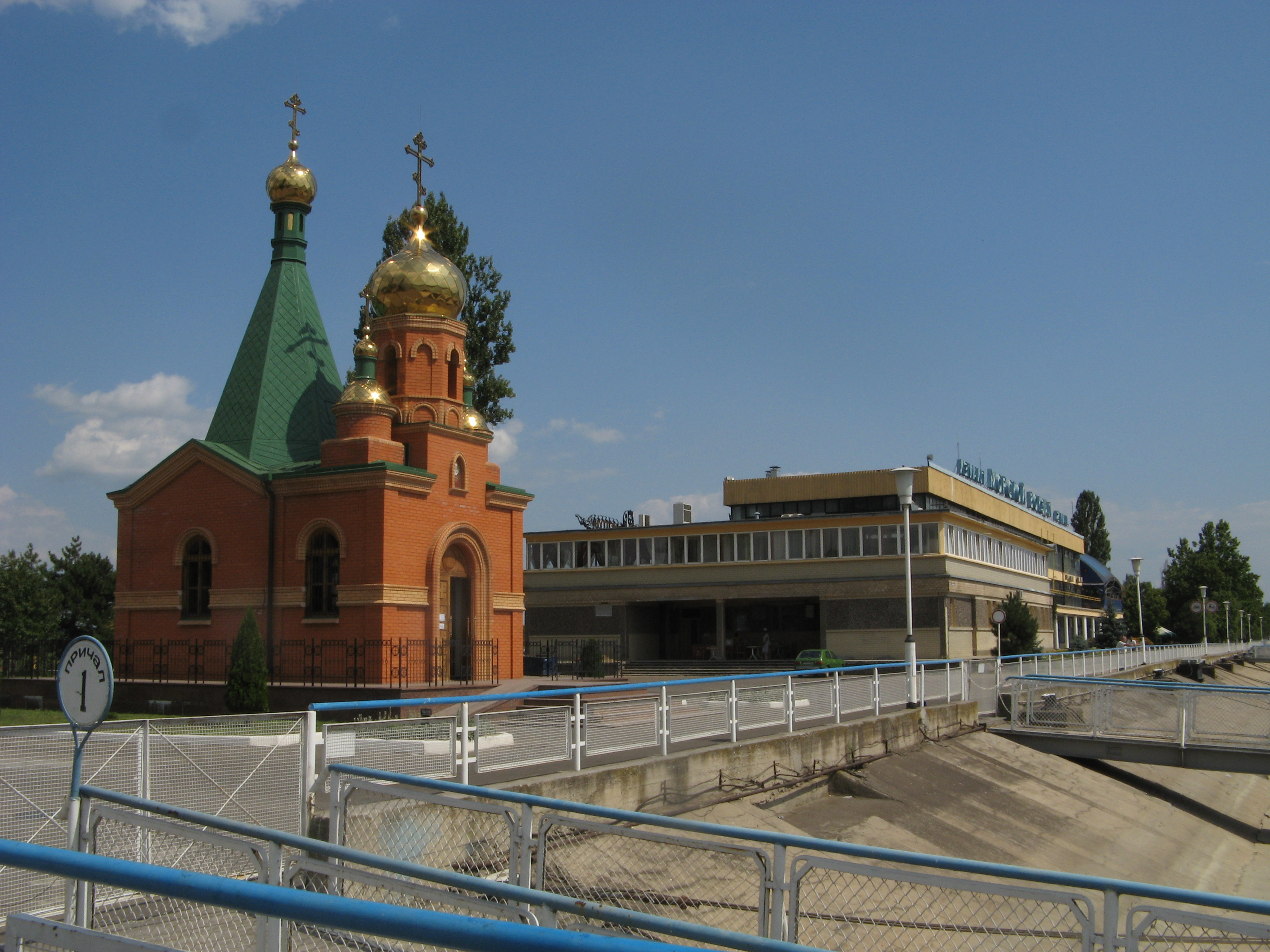
La rive gauche du bras danubien de Kilia et embarquement des passagers du port d'Izmaïl.

### Situation
Izmaïl borde le bras de Kilia du delta du Danube au nord, dans la région historique du Boudjak, en Bessarabie, administrativement chef-lieu du raïon d'Izmaïl de l'oblast d'Odessa. Sa population s'élevait à 69 932 habitants en 2022. Le chemin de fer et la route nationale 70 relient Izmaïl à Odessa en enjambant la passe du Dniestr. La ville possède sa gare et un aéroport.

## Histoire

### Origine
À une époque où le delta du Danube était encore un golfe de la mer Noire, la colonie grecque d'Antiophilas date du IVe siècle av. J.-C., les colons venant d'Héraclée pontique : ils faisaient surtout le commerce des grains de la Gétique d'Harpis pour alimenter les grandes villes de la Grèce classique.
Dans l'Antiquité tardive, Lycovrisse (Aliobrix en latin sur la Table de Peutinger), fut une tête de pont byzantine au nord des bouches du Danube et une escale génoise (Licovrissi) avant de devenir le port de Smelu ou Smilu appartenant successivement aux principautés danubiennes de Valachie au XIVe siècle et de Moldavie au XVe siècle sous le règne d'Etienne le Grand.

### Période ottomane

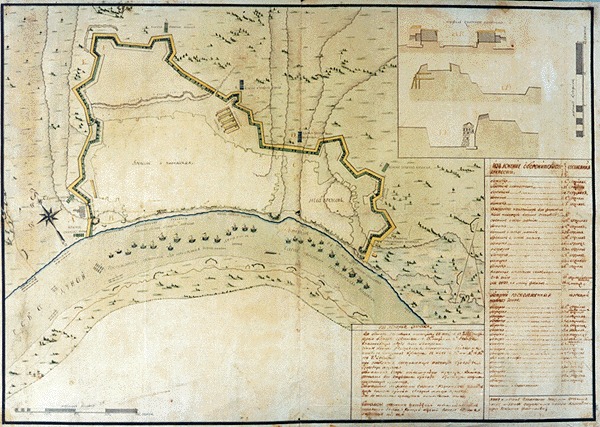
En 1790.

Prise par l'Empire ottoman en 1484, elle devient place forte militaire en 1538 sous le nom d'İsmasıl ou Hacidar et commande le gué de Plauru. Les chrétiens de la ville dépendent alors de la Métropolie de Proilavon tandis que la région appartient au pachalık d'Özi qui comprend toute la côte Ouest de la mer Noire, de Bourgas à l'embouchure du Dniepr. De nombreux Turcs et Tatars de Crimée s'y installent, tandis que le nombre de chrétiens (Moldaves, Grecs, Arméniens) diminue.
Lors de la guerre russo-turque de 1768-1774, Catherine II de Russie espère concrétiser son « projet grec » : rétablir dans les Balkans un nouvel Empire byzantin chrétien qui reviendrait à son petit-fils Constantin, et rejeter les Ottomans en Anatolie. Les armées russes de Grigori Potemkine assiègent la ville dont la population chrétienne est alors massacrée par la garnison ottomane. Les Russes investissent la place, massacrant à leur tour la population musulmane. Au traité de paix de 1774, Izmaïl ruinée et dépeuplée est rendue à l'Empire ottoman qui reconstruit et agrandit la forteresse. En 1790, au nouveau siège d'İşmasıl, le commandant turc de la place affirme qu' « İşmasıl tombera lorsque les eaux du Danube couleront à rebours ». Le lendemain, le général Souvorov prend la ville, qui comptait alors une population de 35 000 Turcs, Tatars, Moldaves, Grecs et Lipovènes. Les Turcs et Tatars furent soit massacrés, soit chassés de la ville, et leurs 17 mosquées furent réduites en cendres. Ils se réfugièrent à Isaccea, un gros bourg dobrogéen sur la rive sud du Danube, près duquel ils construisirent plus tard une forteresse qui domine le Danube. À leur retour deux ans plus tard, ce fut au tour des habitants chrétiens de la ville, qui avaient accueilli Souvorov en libérateur, d'être chassés de la ville pour se réfugier à Galați.

### XIXesiècle

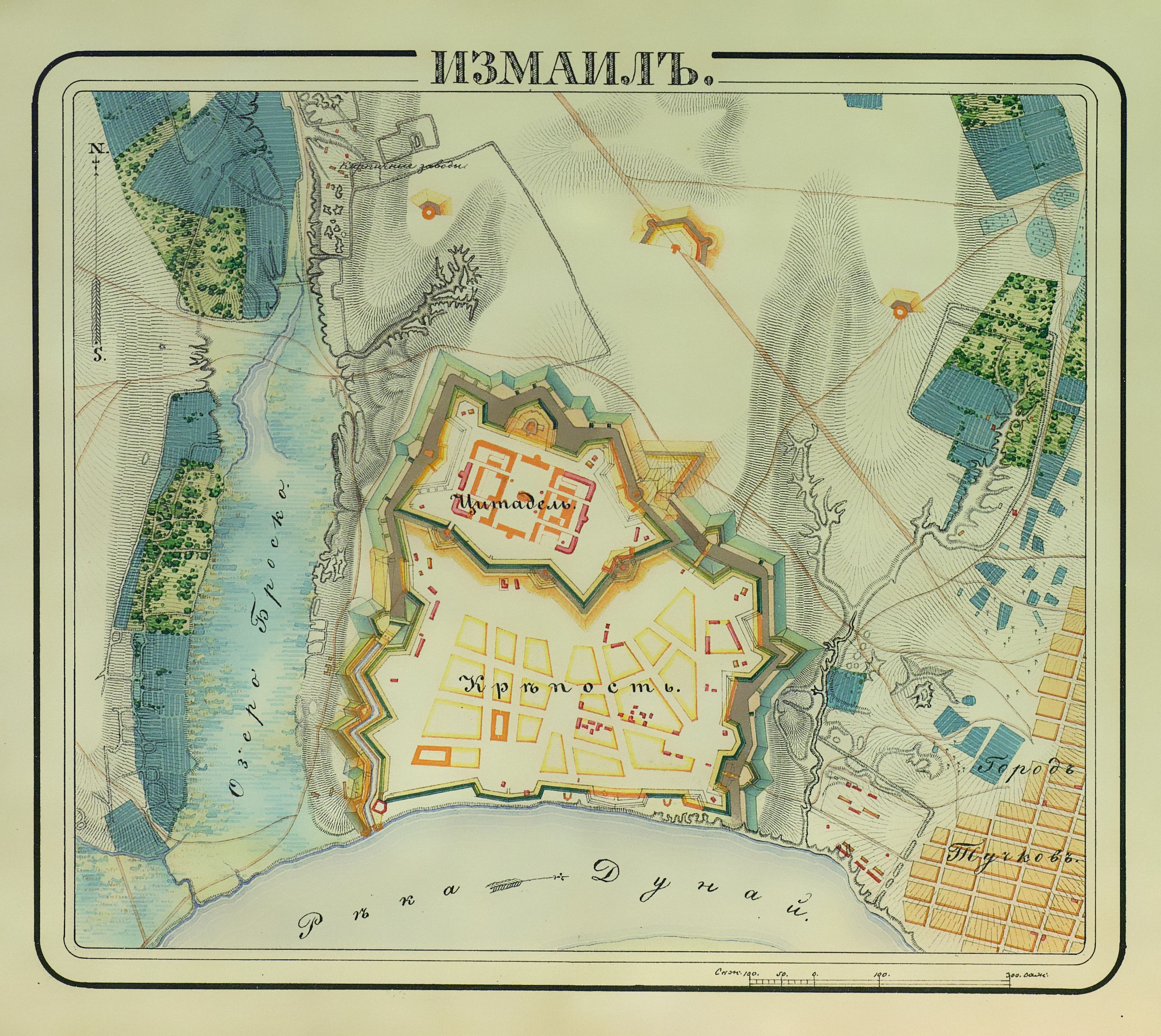
Izmaïl en 1830.

Cédée à l'Empire russe par le traité de Bucarest en 1812, la ville, cette fois définitivement vidée de ses habitants musulmans (établis en Dobrogée restée ottomane, notamment autour de Babadağ), et peuplée par une importante garnison russe, reçoit pour un temps le nom de Toutchkov (russe : Тучков) et fait partie de la province russe de Bessarabie. Une mosquée est transformée en l'église Sainte-Croix-de-la-Forteresse et la vieille église moldave de Saint-Nicolas est convertie en cathédrale russe. Les civils autres que les familles des militaires, sont alors des paysans moldaves, des jardiniers bulgares et des pêcheurs lipovènes. En 1856, après la guerre de Crimée, la Bessarabie méridionale est rendue à la Principauté de Moldavie sous le nom de Smeilu. Elle revient à l'Empire russe en 1878, à la suite de la guerre russo-turque de 1877-1878, sous le nom d'Izmaïl, qu'elle garde sous la République démocratique moldave (1917-1918), sous le royaume de Roumanie (1918-1940 et 1941-1944), sous l'Union soviétique (1940-1941 et 1944-1991) et en Ukraine (depuis 1991).

### XXesiècle
En 1917, la République démocratique moldave, incluant Izmaïl, déclare son indépendance. La ville passe à la Roumanie lorsque la Moldavie s'unit à cette dernière en 1918. Elle devient soviétique de 1940 à 1941 puis de 1944 à 1991, faisant partie de la république socialiste soviétique d'Ukraine. En 1940, Izmaïl est la capitale administrative de l'oblast d'Izmaïl qui est supprimé et rattaché à l'oblast d'Odessa en 1954.
Après la Seconde Guerre mondiale, Izmaïl s'industrialise, s'agrandit et est peuplée de nombreux ouvriers ukrainiens, qui représentent plus de 30 % de la population.

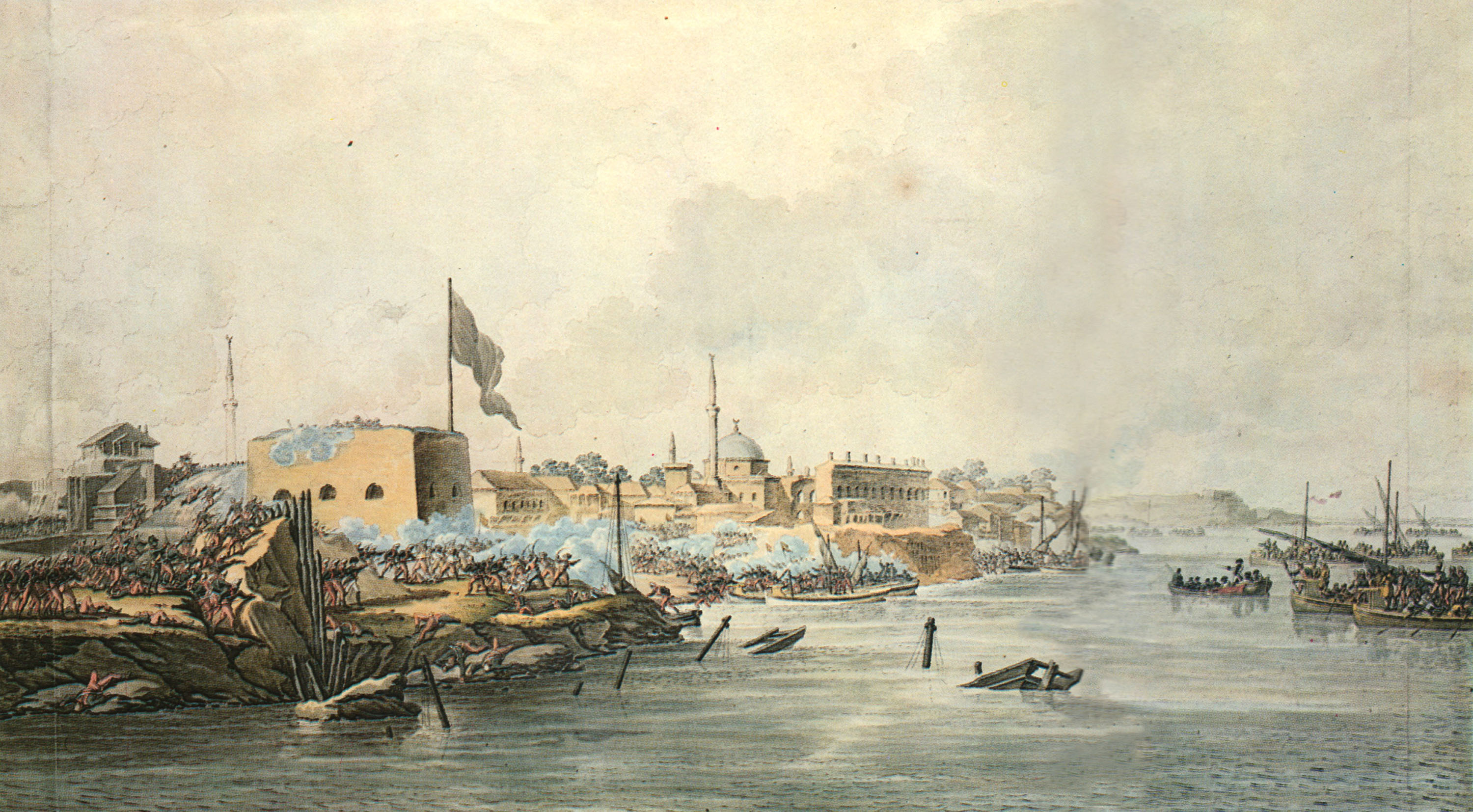
Prise d'İşmasıl par les armées de Souvorov en 1790.
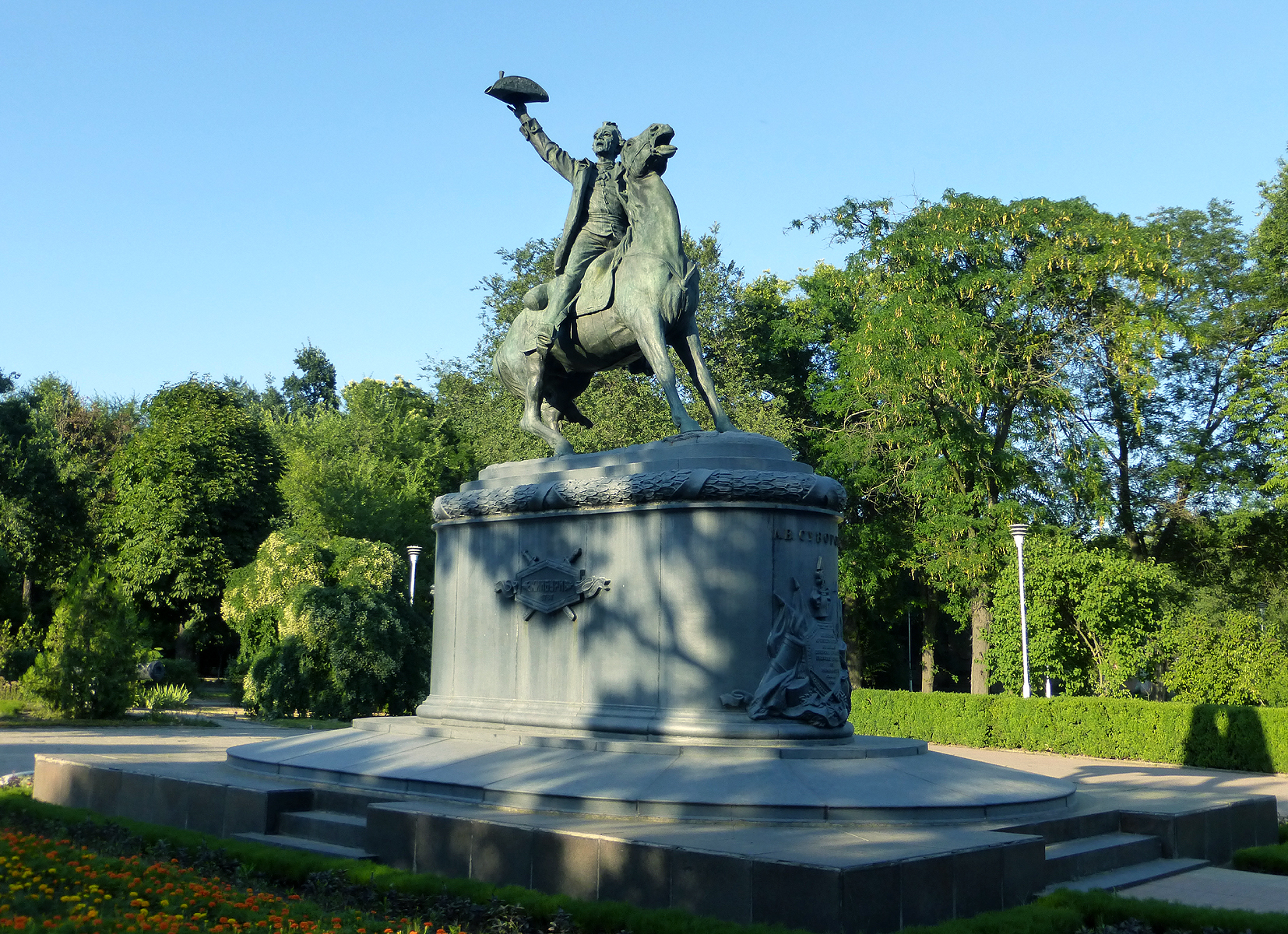
Monument à Alexandre Souvorov.

### XXIesiècle
À la suite de l'invasion russe de l'Ukraine, le monument à la mémoire d'Alexandre Souvorov, situé dans le centre-ville d'Izmaïl, a été placé dans un entrepôt provisoire le 12 novembre 2022, en attendant que les membres du conseil municipal décident de son emplacement définitif. Le 24 juillet 2023, le port céréalier d'Izmaïl est touché par des drones russes « Shahed » de fabrication iranienne : un hangar à grains est détruit sans faire de victimes. Pour la Russie, il s'agit d'une part d'empêcher l'Ukraine d'exporter son blé par le Danube et la Roumanie, et d'autre part de montrer à l'OTAN qu'elle a les moyens d'atteindre des objectifs précis sur la frontière orientale de l'Union européenne.

## Économie
Izmaïl est un petit centre d'industries agroalimentaires et une destination touristique régionale. C'est surtout depuis des siècles une ville de garnison et un arsenal naval. Au XXIe siècle, c'est l'une des bases de la marine fluviale ukrainienne, dont les forces patrouillent sur le Danube.

## Patrimoine
La réserve naturelle nationale du Delta du Danube.

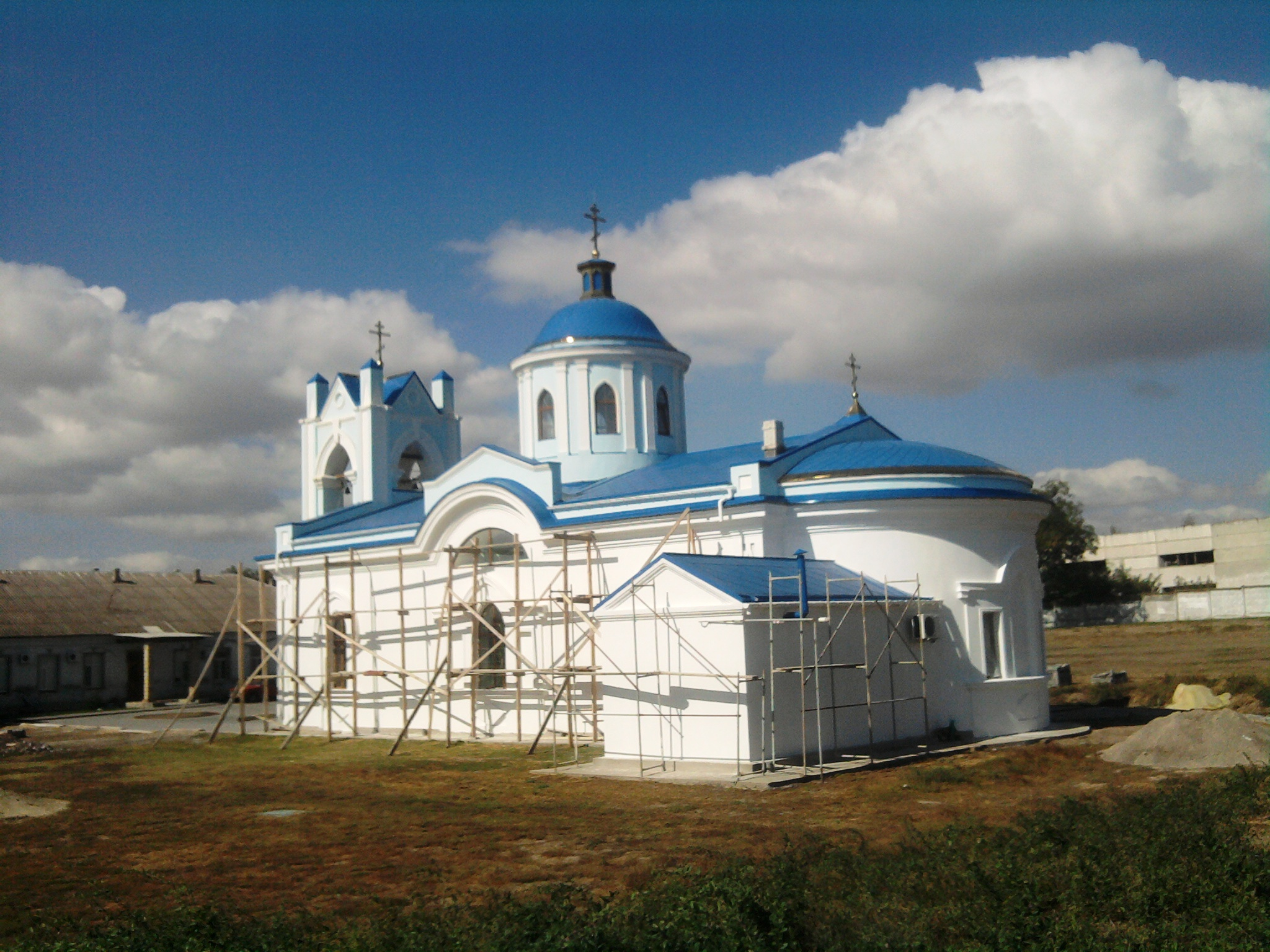
Église de la Dormition[9].
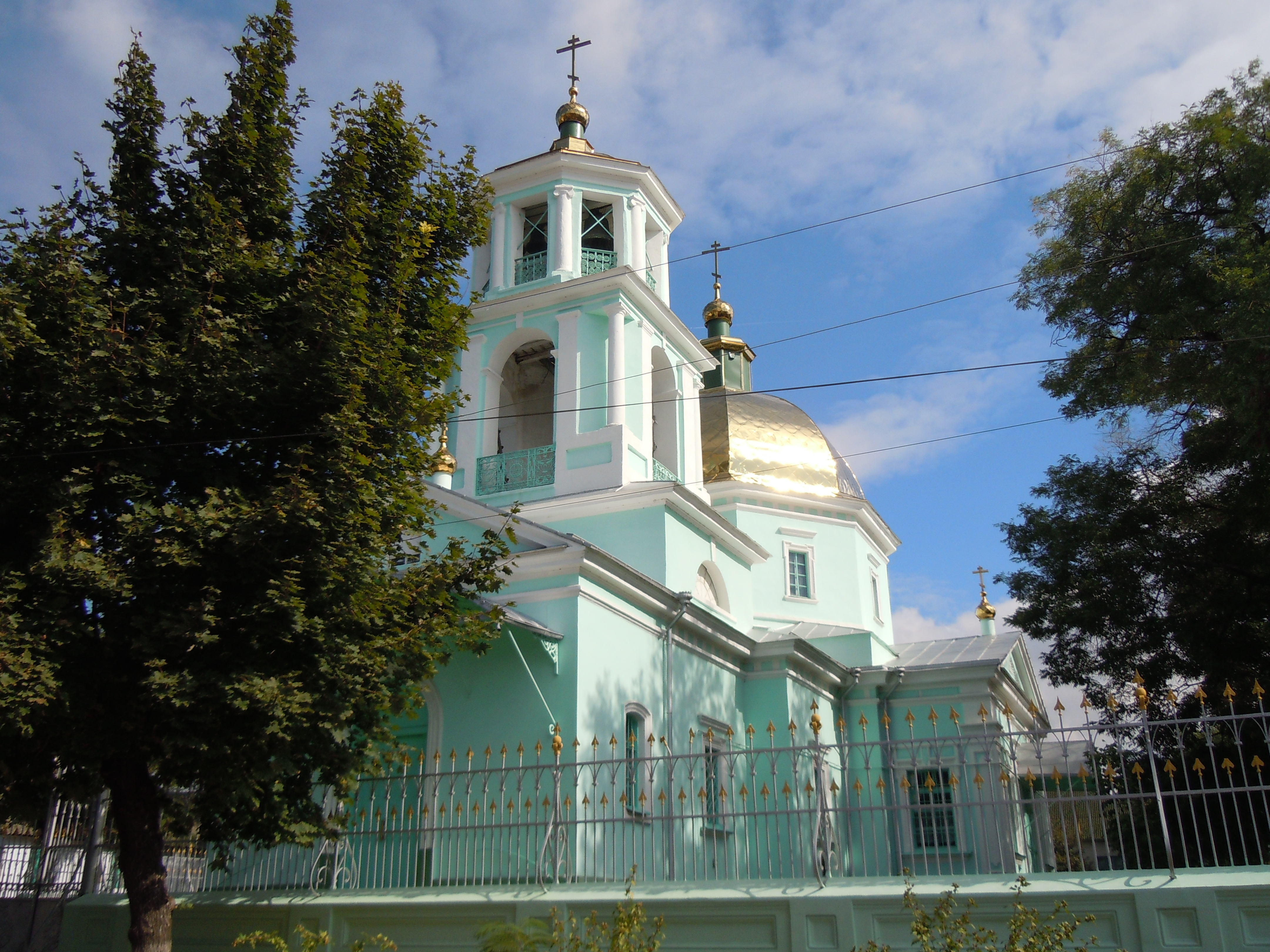
Église des vieux-croyants[10].
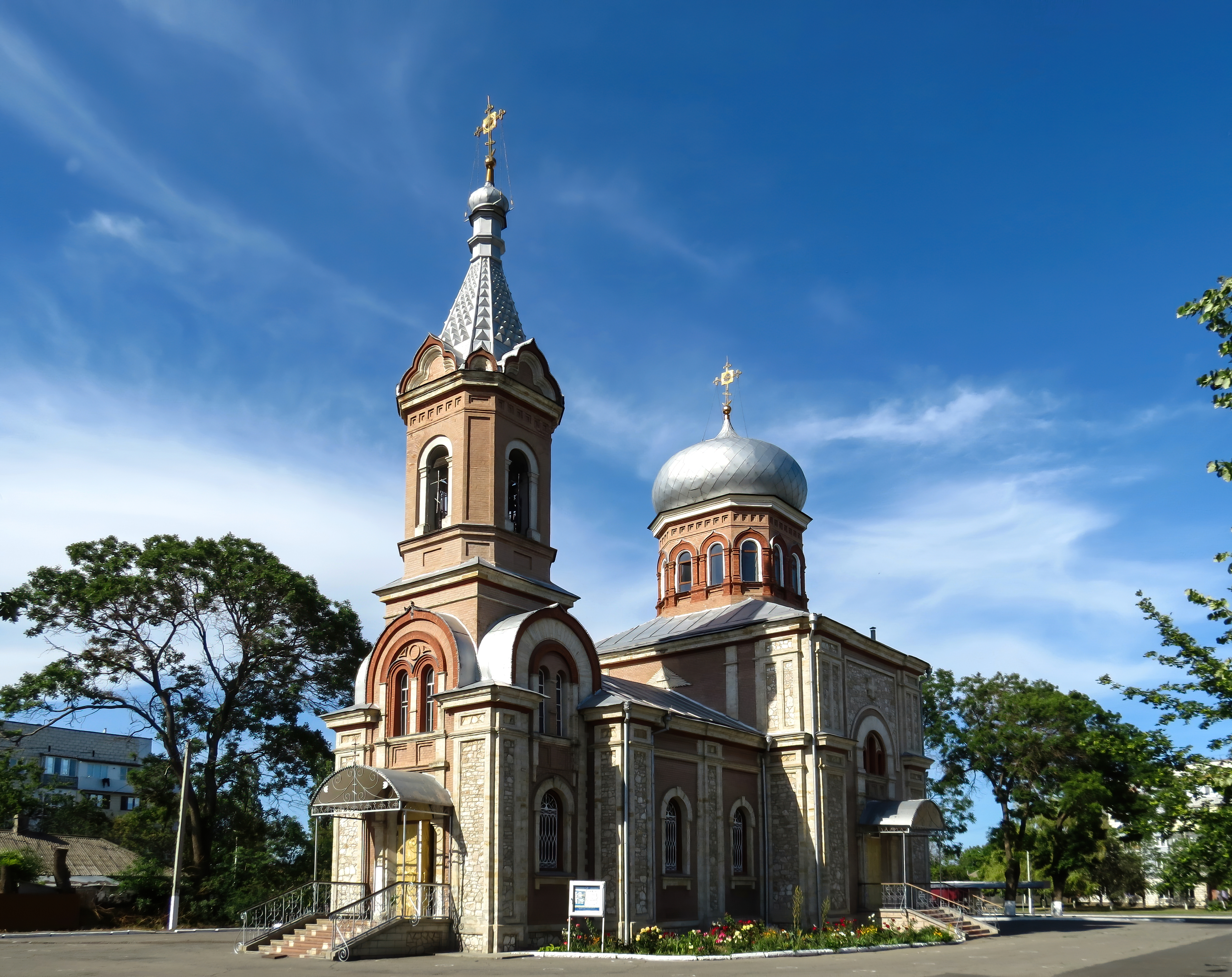
Église des rois-mages[11].

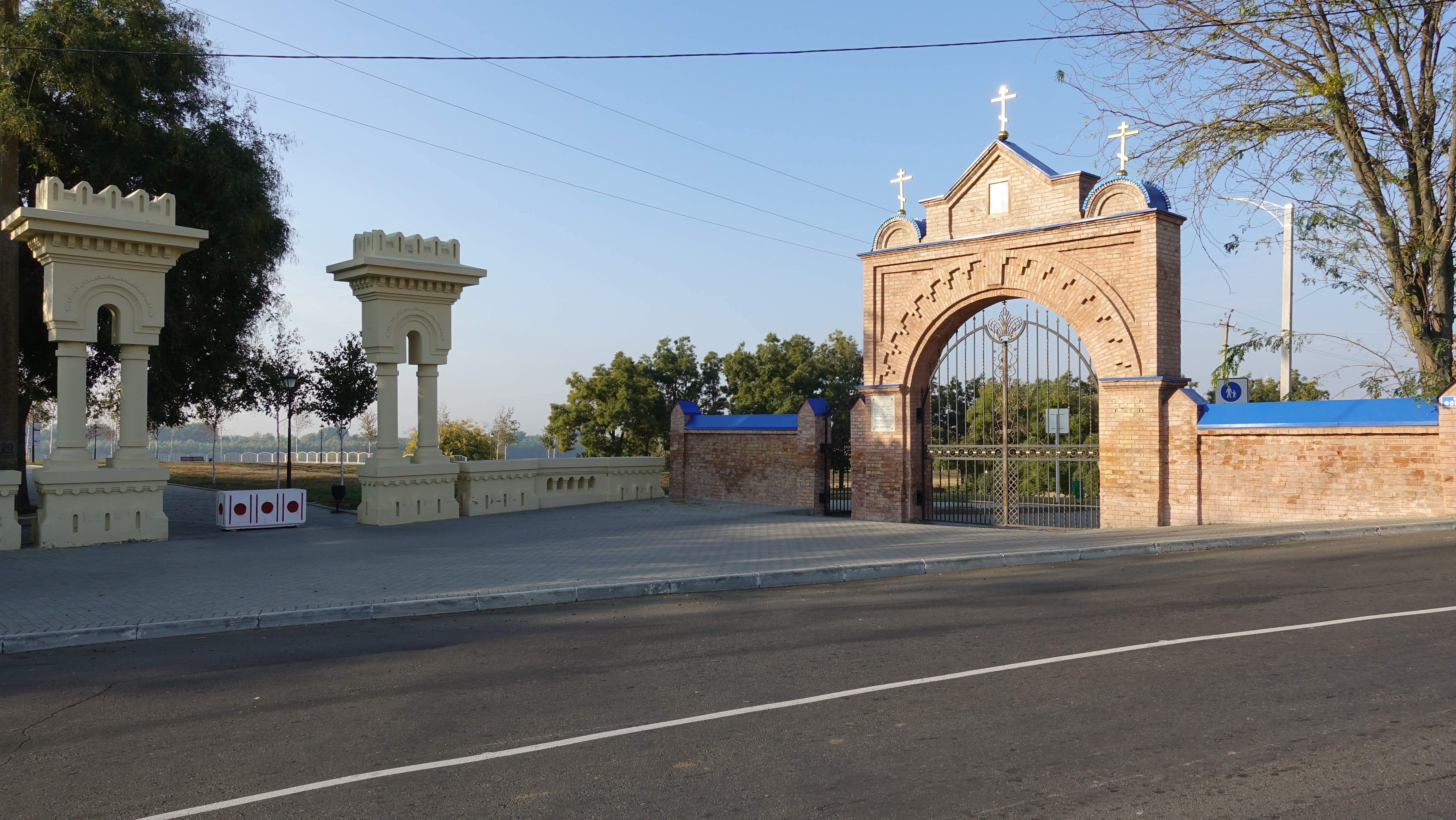
Forteresse[12].
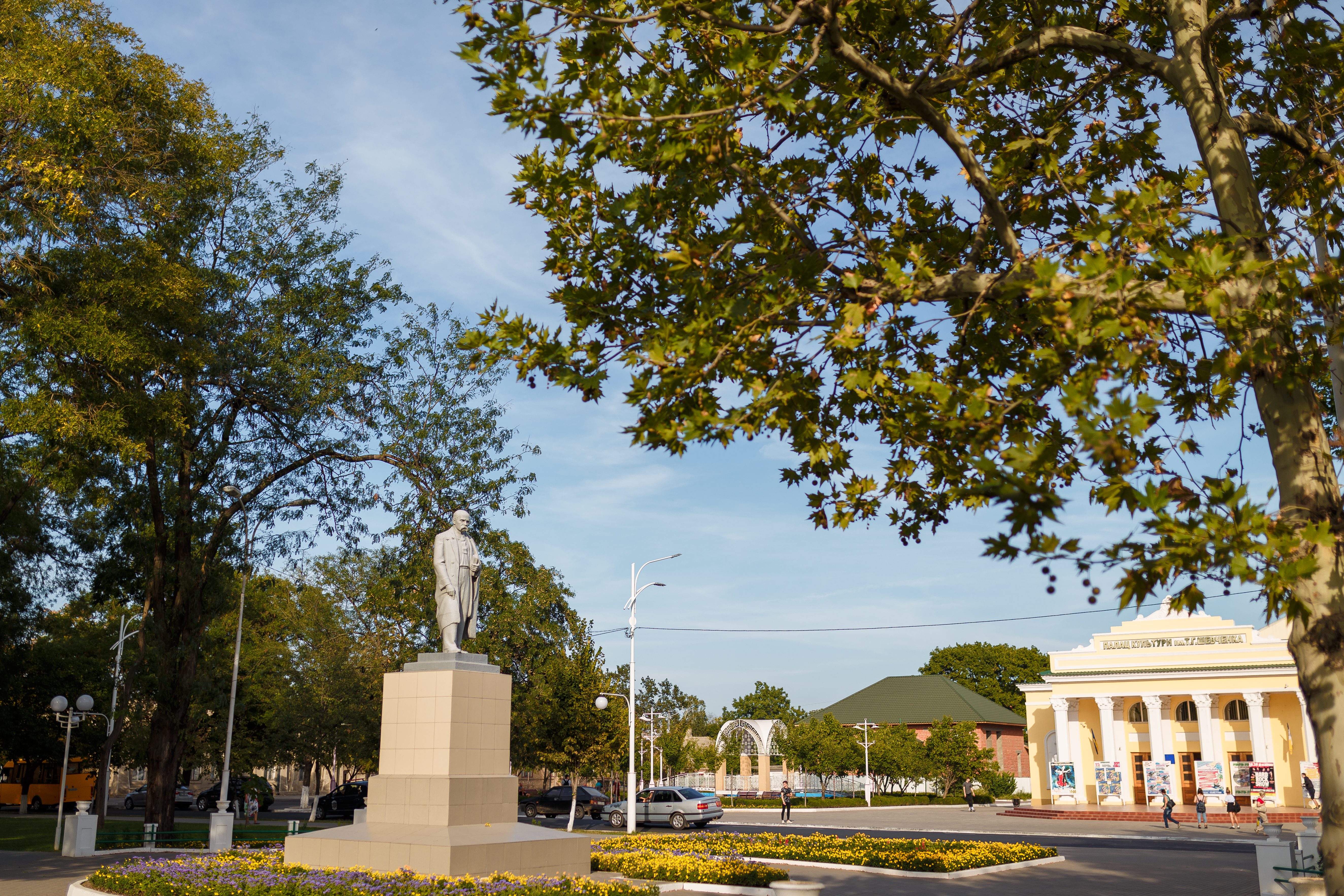
Statue de Taras Chevtchenko[13] et palais de la culture.
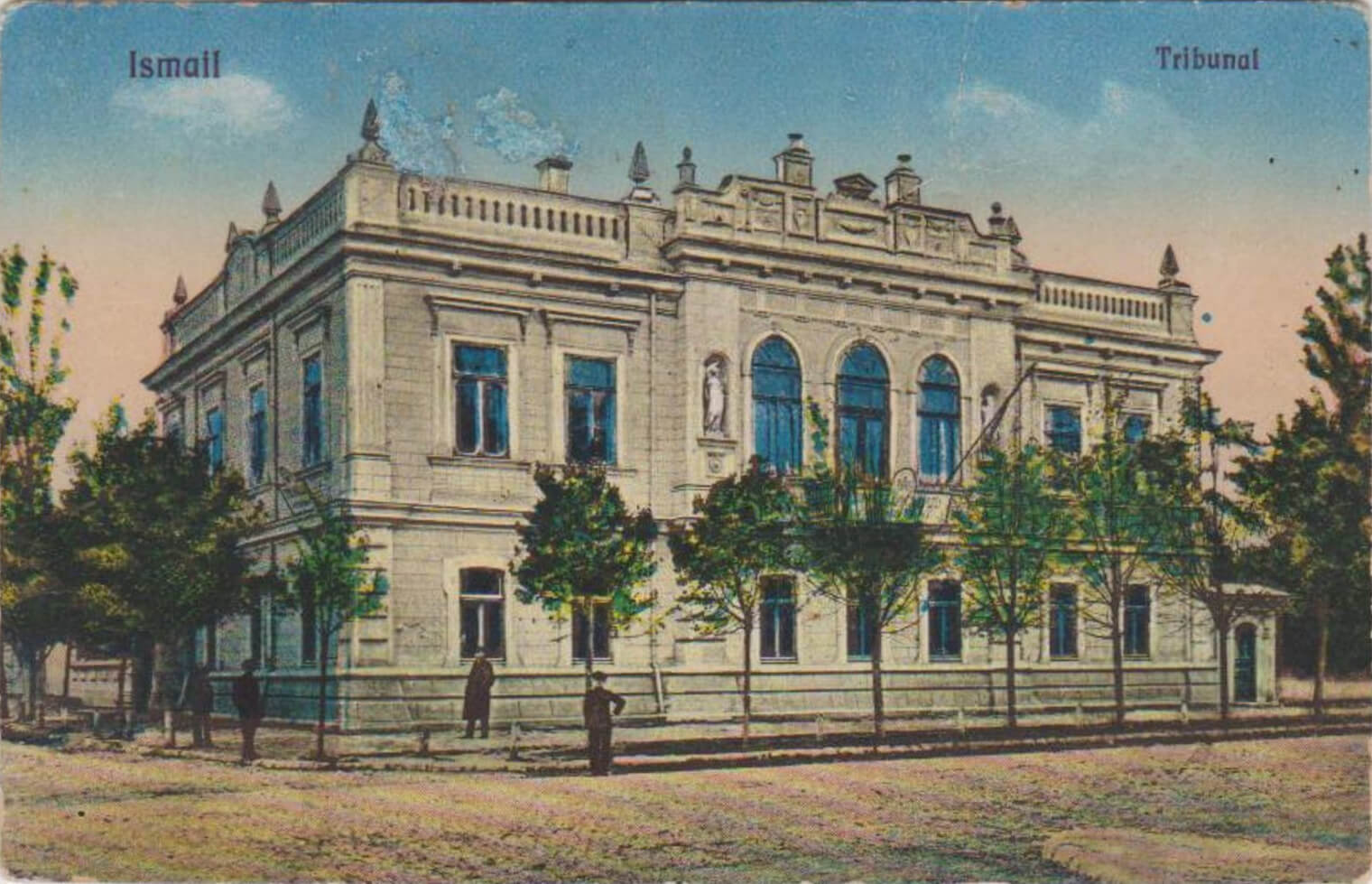
Maison de Toulchyanov[14].

## Population

### Démographie
Recensements (*) ou estimations de la population :
| 1873   | 1897*  | 1911   | 1926*  | 1933   | 1939*  | 1959*  |
| ------ | ------ | ------ | ------ | ------ | ------ | ------ |
| 21 000 | 22 295 | 35 700 | 37 000 | 25 000 | 23 500 | 48 103 |

| 1970*  | 1979*  | 1989*  | 2001*  | 2013   | 2014   | 2015   |
| ------ | ------ | ------ | ------ | ------ | ------ | ------ |
| 70 297 | 83 126 | 92 915 | 84 815 | 73 007 | 72 501 | 72 471 |

| 2016   | 2017   | 2018   | 2019   | 2020   | 2021   | 2022   |
| ------ | ------ | ------ | ------ | ------ | ------ | ------ |
| 72 178 | 71 663 | 71 594 | 71 780 | 71 299 | 70 731 | 69 932 |

### Nationalités
D'après le recensement ukrainien de 2001, la population est composée d'environ 38 % d'Ukrainiens, 30,2 % de Russes, 13,5 % de Lipovènes, 7 % de Bulgares, 4,3 % de Moldaves et 3 % de Gagaouzes.

### Personnalités liées
- Artur Văitoianu, général et premier ministre roumain y est né.